# Newton Ramsay Colter
Pour les articles homonymes, voir Colter.
Newton Ramsay Colter (30 juillet 1844 - 6 avril 1917), est un médecin et un homme politique canadien du Nouveau-Brunswick.

## Biographie
Newton Ramsay Colter naît le 30 juillet 1844 à Sheffield, au Nouveau-Brunswick. Il se lance en politique et est élu député fédéral libéral de la circonscription de Carleton le 5 mars 1891 lors des élections de 1891. Son élection ayant été déclarée nulle, il est réélu l'année suivante par acclamation mais est battu en 1896 par Frederick Harding Hale.
Colter meurt le 6 avril 1917.